# Garlati
Garlati è un cognome di lingua italiana.

## Varianti
Garlate.

## Origine e diffusione
Cognome tipicamente lombardo, è presente prevalentemente nel milanese.
Potrebbe derivare dal toponimo Garlate.